# 심련원 신도비
심련원 신도비(沈連源 神道碑)는 대한민국 경기도 김포시에 있는 조선시대의 신도비이다. 1992년 12월 31일 경기도의 유형문화재 제146호로 지정되었다.

## 개요
신도비란 왕이나 고관의 무덤 앞 또는 무덤으로 가는 길목에 세워 죽은 이의 사적(事蹟)을 기리는 비석이다. 이 비는 조선 전기의 문신인 보암(保庵) 심연원(1491∼1558) 선생을 기리기 위해 세운 것으로, 선생의 묘에서 아래로 약 80m 떨어진 곳에 자리잡고 있다. 선생의 묘 위아래로는 각각 아버지 심순문(沈順門)과 아들 심강(沈鋼)의 묘가 나란히 자리하고 있다.
비는 거북모양의 받침돌 위에 비몸을 세우고 용과 구름을 새긴 머릿돌을 올린 일반적인 모습이다. 생동감이 적은 거북받침에 비해, 머릿돌의 조각은 매우 사실적이어서 구름을 헤치는 두 마리의 용이 섬세하게 표현되었다.
비문에는 고려말·조선초의 이름난 신하였던 심덕부(沈德符)를 비롯한 여러 선조들의 내력과 함께 심연원의 성장과정, 영의정에 이르기까지의 과정이 적혀 있다. 또한 관리로서의 활동, 이후 병을 이유로 벼슬을 사양하는 과정 및 그의 성품 등에 관하여도 언급하고 있다.
조선 명종 15년(1560)에 세운 것으로, 외아들인 심강의 부탁으로 판중추부사 정사룡(鄭士龍)이 비문을 짓고, 글씨는 송인봉(宋寅奉)이 썼다. 비 앞면 위쪽에 새겨진 비의 명칭은 조카 심전(沈銓)의 글씨이다.

## 참고 자료
- 심련원 신도비 - 국가유산청 국가유산포털